# Großaugen-Gebirgswassernatter
Die Großaugen-Gebirgswassernatter (Pseudoxenodon macrops), auch Großaugen-Wassernatter, ist eine ungiftige Schlangenart aus der Unterfamilie Pseudoxenodontinae in der Familie der Nattern (Colubrinae). Die Schlange wurde 1855 durch den englischen Zoologen Edward Blyth unter dem Namen Tropidonotus macrops beschrieben. Als Terra typica wurde „near“ Darjeeling im nordöstlichen Indien angegeben.

## Verbreitungsgebiet
Das Verbreitungsgebiet der Großaugen-Gebirgswassernatter reicht von Nepal und Bhutan über Nordostindien bis nach Vietnam und Borneo und nach Süd- und Mittelchina (Fujian, Guangdong, Guangxi, Guizhou, Sichuan und Yunnan).

## Merkmale
Die Großaugen-Gebirgswassernatter kann eine Gesamtlänge bis 130 cm erreichen. Die Schuppen auf dem Rücken sind in 17 oder 19 Reihen angeordnet. Die Schuppen der oberen und mittleren Reihen sind gekielt, die Schuppen der untersten Reihen nicht. Die Anzahl der Bauchschuppen beträgt 151 bis 180, die Anzahl der geteilten Subcaudalia liegt bei 55 bis 80. Die Analschuppe ist geteilt.
Vor dem Auge findet sich eine Präoculare, dahinter drei Postocularia. Die Anzahl der Oberlippenschilde (Supralabialia) liegt bei acht, wobei das vierte und das fünfte der Oberlippenschilde das Auge berührt. Die Anzahl der Unterlippenschilde (Infralabialia) beträgt neun bis zehn.
Farblich ist sie ziemlich variabel und kann bräunlich, grau, schwarzgrau, rötlich oder olivfarben gefärbt sein. Der Bauch ist weißlich bis gelblichweiß, einige vordere Bauchschuppen vollständig oder teilweise schwarz gefärbt. Die Oberseite kann durch rötliche, gelbliche oder schmutzigweiße Querbalken oder rundliche Flecken gemustert sein. Im Nacken findet sich eine V-förmige schwarze oder weiße Markierung, die aber auch fehlen kann. Im Allgemeinen werden die Musterungen im hinteren Körperbereich kräftiger.

## Lebensweise
Die Großaugen-Gebirgswassernatter lebt in der Regel in Bergwäldern, meist in Höhen von 1200 bis 2000 Metern, in kühlen Regionen jedoch auch niedriger. Sie ist tagaktiv und ernährt sich vor allem von Fröschen.  Die Schlange ist ovipar. Ein Gelege enthält etwa zehn Eier.

## Verhalten

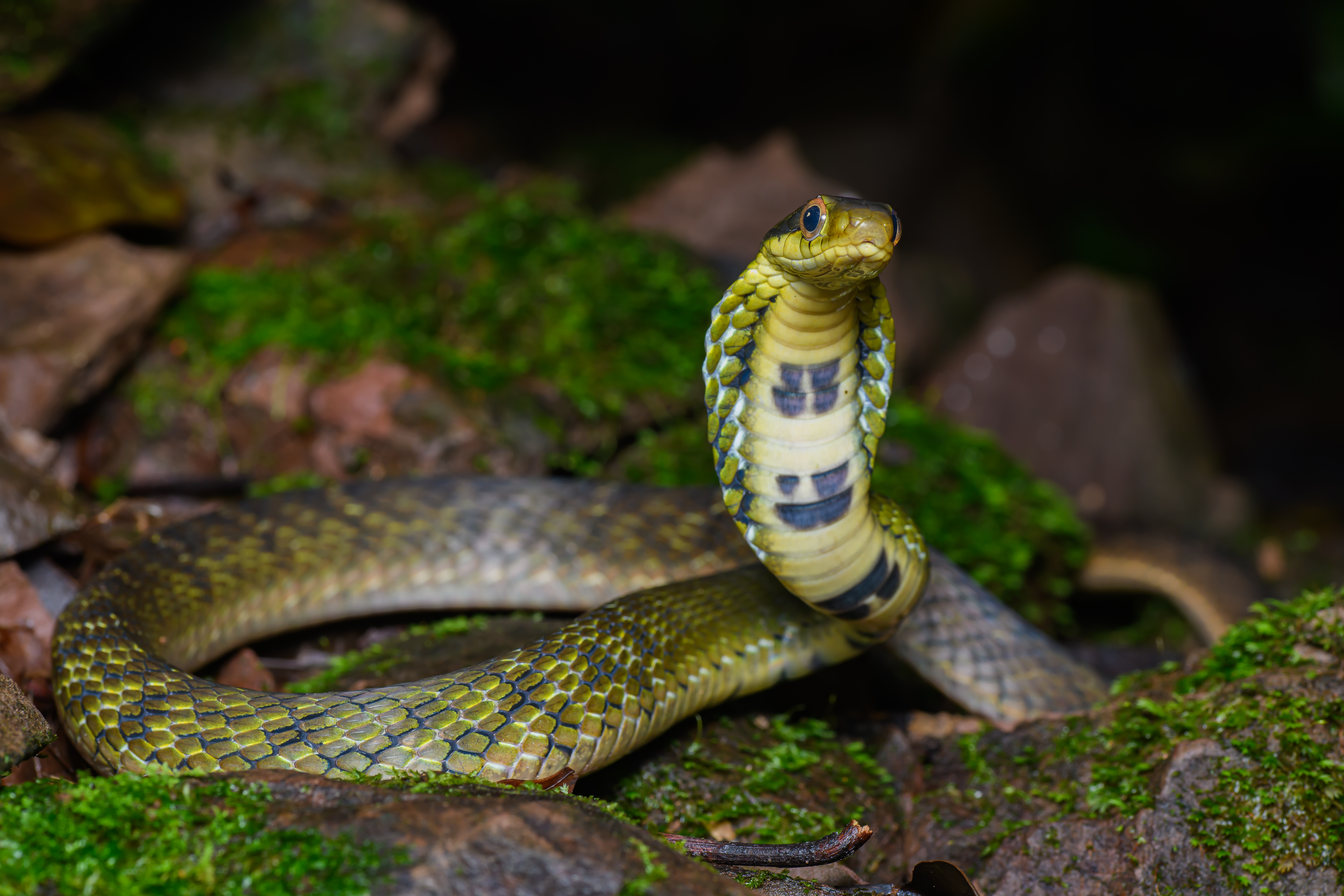
Imitation einer Kobra bei Bedrohung

Bei Bedrohung imitiert sie die giftigen Kobras und hebt dabei den Vorderkörper während der Nackenbereich abgeflacht und verbreitert wird. Zieht sich der Gegner nicht zurück, so beißt die Großaugen-Gebirgswassernatter zu oder flieht.